# Sukagawa
Sukagawa è una città giapponese della Prefettura di Fukushima.
Nel 2011 è stata travolta dall'acqua dopo la rottura della diga di Fujinuma, a sua volta danneggiata dal terremoto di Sendai. La massa di acqua fuoriuscita dalla diga ha spazzato via buona parte degli edifici cittadini.
Al 1º giugno 2013, la città contava 77 232 abitanti. Nel territorio comunale si trova l'Aeroporto di Fukushima.